# Función de onda normalizable
Una función de onda normalizable es una solución de la ecuación de Schrödinger tal que la integral de su módulo al cuadrado es finita. Cuando esto sucede el estado cuántico caracterizado por dicha función de onda es interpretable como una partícula localizada.
Por ejemplo los sistemas de partículas ligados por interacciones cuyo movimiento está siempre dentro de una región finita del espacio se pueden describir mediante funciones de onda normalizables, así los electrones ligados de un átomo o una molécula se describen mediante funciones de onda normalizada y también los nucleones dentro del núcleo atómico. Sin embargo, existen estados físicamente realistas como las partículas en colisión que no admiten una función de onda normalizable y que usualmente cuando fuera de la zona donde se produce la colisión o interacción vienen descritos como funciones de tipo "onda plana" y en general no resultan funciones de onda normalizables.

## Normalización de funciones de onda
De acuerdo con la interpretación probabilística de la función de onda, {\displaystyle |\Psi (\mathbf {r} ,t)|^{2}d\mathbf {r} \,} representa la probabilidad de encontrar la partícula, en el instante t, en el elemento de volumen {\displaystyle d\mathbf {r} \,} en torno al punto {\displaystyle \mathbf {r} \,}. Como consecuencia, la probabilidad de encontrar la partícula en todo el espacio será la unidad y, por tanto

(1){\displaystyle \int |\Psi (\mathbf {r} ,t)|^{2}d\mathbf {r} =1}

donde la integración se extiende a todo el espacio. Esta condición significa que las funciones de onda que representan una partícula localizada en una región del espacio finita tienen que ser de cuadrado integrable. Conviene expresar la condición de normalización anterior en la notación de Dirac, 

(2){\displaystyle \langle \Psi (t)|\Psi (t)\rangle =1}

El hecho de que la ecuación de Schrödinger en la representación de posición sea una ecuación diferencial homogénea implica que si {\displaystyle |{\tilde {\Psi }}(t)\rangle \,} es una solución, entonces {\displaystyle |\Psi (t)\rangle \ :=N|{\tilde {\Psi }}(t)\rangle \,} también lo es. Podemos utilizar la constante de normalización {\displaystyle N\,} para conseguir que se cumpla la condición de normalización (2). En efecto, en este caso tendremos que elegir {\displaystyle N\,} para que se cumpla

{\displaystyle |N|^{2}\langle {\tilde {\Psi }}(t)|{\tilde {\Psi }}(t)\rangle =1\rightarrow |N|={\frac {1}{\sqrt {\langle {\tilde {\Psi }}(t)|{\tilde {\Psi }}(t)\rangle }}}}

de tal manera que {\displaystyle N|{\tilde {\Psi }}(t)\rangle \,} represente la densidad de probabilidad de encontrar la partícula en {\displaystyle \mathbf {r} \,}.

## Funciones de onda no-normalizables
Existen muchos estados físicos interesantes a los que no se puede asociar una función de onda normalizable como los estados de colisión o las ondas planas. Aunque dichos estados no sean normalizables sí permiten definir un cálculo de probabilidades relativas y admiten un buen número de las operaciones del tratamiento cuántico ordinario.
El conjunto de estados normalizables puede dotarse de la estructura de espacio de Hilbert, mientras que los estados no-normalizables no pueden pertenecer a un espacio de Hilbert. Sin embargo, para tratar conjuntamente los estados normalizables y los no-normalizables se desarrolló el formalismo de espacios de Hilbert equipados, que son espacios vectoriales tales que:

{\displaystyle \Phi \subseteq {\mathcal {H}}\subseteq \Phi ^{*}={\mathcal {H}}_{equip}}

Donde:
{\displaystyle {\mathcal {H}}}, es el espacio de Hilbert formado por los estados normalizados.
{\displaystyle {\mathcal {H}}_{equip}}, es el espacio de Hilbert equipado que incluye todos los estados, y que puede obtenerse como el espacio dual de un conjunto de estados destacado llamado espacio nuclear.
{\displaystyle \Phi \,}, es el espacio nuclear que es un subespacio del conjunto de espacios normalizables, adecuadamente escogido para que su dual englobe los estados físicamente interesantes.